# Rumänien i olympiska sommarspelen 1992
Rumänien deltog i de olympiska sommarspelen 1992 med en trupp bestående av 172 deltagare, som tillsammans erövrade 18 medaljer.

## Boxning
Lätt flugvikt
- Valentin Barbu
  - Första omgången – Besegrade Mohammed Haioun (ALG), 11:2
  - Andra omgången – Besegrade Tadahiro Sasaki (JPN), 10:7
  - Kvartsfinal – Förlorade mot Jan Quast (FRG), 7:15

## Friidrott
Herrarnas 110 meter häck
- Mircea Oaida
  - Heat — 14,04 s (→ gick inte vidare)

Herrarnas längdhopp
- Bogdan Tudor
  - Kval — 8,07 m
  - Final — 7,61 m (→ 12:e plats)

Herrarnas diskuskastning
- Costel Grasu
  - Kval — 63,06 m
  - Final — 62,86 m (→ 4:e plats)

Herrarnas kulstötning
- Gheorghe Guşet
  - Kval — 18,96 m (→ gick inte vidare)

Damernas 800 meter
- Ella Kovacs
  - Heat — 1:59,88
  - Semifinal — 2:00,89
  - Final — 1:57,95 (→ 6:e plats)
- Leontina Salagean
  - Heat — 2:01,44 (→ gick inte vidare)

Damernas 400 meter häck
- Nicoleta Carutasu
  - Heat — 57,18 s (→ gick inte vidare)

Damernas maraton
- Elena Murgoci — 3:01:46 (→ 32:e plats)

Damernas höjdhopp
- Galina Astafei
  - Kval — 1,92 m
  - Final — 2,00 m (→  Silver)
- Oana Musunoi
  - Kval — 1,86 m (→ gick inte vidare)

Damernas längdhopp
- Mirela Dulgheru
  - Heat — 6,83 m
  - Final — 6,71 m (→ 4:e plats)
- Marieta Ilcu
  - Heat — 6,46 m (→ gick inte vidare)

Damernas diskuskastning
- Nicoleta Grasu
  - Heat — 60,62 m (→ gick inte vidare)
- Manuela Tirneci
  - Heat — 59,44 m (→ gick inte vidare)
- Cristina Boit
  - Heat — 56,68 m (→ gick inte vidare)

Damernas sjukamp
- Petra Vaideanu
  - Slutligt resultat — 6152 poäng (→ 13:e plats)

## Fäktning
Herrarnas värja
- Adrian Pop
- Gabriel Pantelimon
- Cornel Milan

Herrarnas värja, lag
- Adrian Pop, Gabriel Pantelimon, Cornel Milan, Gheorghe Epurescu, Nicolae Mihăilescu

Herrarnas sabel
- Daniel Grigore
- Vilmoş Szabo
- Alexandru Chiculiţă

Herrarnas sabel, lag
- Alexandru Chiculiţă, Victor Gaureanu, Daniel Grigore, Florin Lupeică, Vilmoş Szabo

Damernas florett
- Reka Zsofia Lazăr-Szabo
- Claudia Grigorescu
- Elisabeta Guzganu-Tufan

Damernas florett, lag
- Reka Zsofia Lazăr-Szabo, Claudia Grigorescu, Elisabeta Guzganu-Tufan, Laura Cârlescu-Badea, Roxana Dumitrescu

## Handboll
Herrar
Gruppspel
| Lag       | Pld | W | D | L | GF  | GA  | GD  | Poäng |
| --------- | --- | - | - | - | --- | --- | --- | ----- |
| OSS       | 5   | 5 | 0 | 0 | 121 | 98  | +23 | 10    |
| Frankrike | 5   | 4 | 0 | 1 | 111 | 98  | +13 | 8     |
| Spanien   | 5   | 3 | 0 | 2 | 97  | 98  | −1  | 6     |
| Rumänien  | 5   | 1 | 1 | 3 | 107 | 115 | −8  | 3     |
| Tyskland  | 5   | 1 | 1 | 3 | 97  | 103 | −6  | 3     |
| Egypten   | 5   | 0 | 0 | 5 | 92  | 113 | −21 | 0     |

| Resultat  | OSS   | Frankrike | Spanien | Rumänien | Tyskland | Egypten |
| --------- | ----- | --------- | ------- | -------- | -------- | ------- |
| OSS       |       | 23–22     | 24–18   | 27–25    | 25–15    | 22–18   |
| Frankrike | 22–23 |           | 18–16   | 26–20    | 23–20    | 22–19   |
| Spanien   | 18–24 | 16–18     |         | 21–20    | 19–18    | 23–18   |
| Rumänien  | 25–27 | 20–26     | 20–21   |          | 20–20    | 22–21   |
| Tyskland  | 15–25 | 20–23     | 18–19   | 20–20    |          | 24–16   |
| Egypten   | 18–22 | 19–22     | 18–23   | 21–22    | 16–24    |         |

## Modern femkamp
Herrarnas individuella tävling
- Marian Gheorghe

## Rodd
Herrarnas tvåa utan styrman
- Vasile Tomoiagă och Dragoş Neagu

Herrarnas tvåa med styrman
- Dimitrie Popescu, Neculai Ţaga och Dumitru Răducanu

Herrarnas fyra utan styrman
- Vasile Hanuseac, Nicolae Spîrcu, Florin Ene och Ioan Snep

Herrarnas fyra med styrman
- Viorel Talapan, Iulică Ruican, Dimitrie Popescu, Neculai Ţaga och Dumitru Răducanu

Herrarnas åtta med styrman
- Ioan Vizitiu, Dănuţ Dobre, Gabriel Marin, Iulică Ruican, Viorel Talapan, Vasile Năstase, Valentin Robu, Vasile Măstăcan och Marin Gheorghe

Damernas singelsculler
- Elisabeta Oleniuc-Lipă

Damernas dubbelsculler
- Elisabeta Oleniuc-Lipă och Veronica Cogeanu-Cochelea

Damernas tvåa utan styrman
- Doina Șnep-Bălan och Doina Robu

Damernas scullerfyra
- Constanţa Burcică-Pipota, Vera Cochelea, Anişoara Dobre-Bălan och Doina Ignat

Damernas fyra utan styrman
- Victoria Lepădatu, Iulia Bobeică-Bulie, Adriana Chelariu-Bazon och Maria Pădurariu

Damernas åtta med styrman
- Adriana Bazon-Chelariu, Iulia Bobeica, Elena Georgescu, Viorica Lepădatu, Viorica Neculai, Ioana Olteanu, Maria Păduraru och Doina Robu

## Simhopp
Herrarnas 10 m
- Gabriel Chereches
  - Kval — 327,72 (→ gick inte vidare, 20:e plats)

Damernas 3 m
- Ionica Tudor
  - Kval — 258,15 poäng (→ gick inte vidare, 20:e plats)

Damernas 10 m
- Ioana Voicu
  - Final — 369,87 poäng (→ 9:e plats)

- Clara Elena Ciocan
  - Kval — 283,92 poäng (→ gick inte vidare, 15:e plats)

## Tennis
Herrsingel
- Andrei Pavel
  - Första omgången — Förlorade mot Carl-Uwe Steeb (Tyskland) 5-7, 2-6, 2-6

Herrdubbel
- George Cosac och Dinu Pescariu
  - Första omgången — Defeated László Markovits och Sándor Noszály (Ungern) retired
  - Andra omgången — Defeated Omar Camporese och Diego Nargiso (Italien) 6-1, 4-6, 4-6, 6-4, 6-2
  - Kvartsfinal — Förlorade mot Wayne Ferreira och Piet Norval (Sydafrika) 0-6, 3-6, 2-6

Damsingel
- Irina Spîrlea
  - Första omgången – Förlorade mot Arantxa Sánchez Vicario (Spanien) 1-6, 3-6